# Henry Cavendish
Henry Cavendish (Nica, 10. listopada 1731. – London, 24. veljače 1810.), britanski kemičar i fizičar. Otkrio vodik provođenjem vodene pare preko užarena željeza (1766.), utvrdio da reakcijom vodika i kisika nastaje voda, koja stoga ne može biti kemijski element kako se do tada smatralo. Odredio sastav vode, zraka i dušične kiseline, pronašao da se električnom iskrom oksidira dušik iz zraka i da tako nastali oksid, otopljen u vodi, stvara dušičnu kiselinu. Utvrdio nastajanje ugljičnoga dioksida fermentacijom i djelovanjem kiseline na mramor. Istraživao električni kapacitet i električni potencijal, određivao toplinski kapacitet, odredio univerzalnu gravitacijsku konstantu i srednju gustoću Zemlje, bavio se meteorologijom.
Sin lorda Charlesa Cavendisha i unuk Drugog Grofa od Devonshirea, polazio je Sveučilište Cambridge od 1749. do 1753., no napustio ga je bez diplome. Naslijedio je veliku količinu novca što mu je omogućilo sredstva za znanstvena istraživanja, od kojih je većina neobjavljena za njegova života. Danas je izvjesno da je imao sindrom Aspergera koji je rezultirao osobenošću. Bio je "zaražen" povučenošću, pa je dobio nadimak "graničio s bolesti". Godine 1760. postaje član Kraljevskog društva. Za rad o postojanju dvaju plinova u zraku, molekularnog vodika (koji je nazvao "zapaljivi zrak") i ugljikovog dioksida (koji je nazvao "čvrsti zrak"), za djelo Experiments on Factitious Airs dobio je 1766. Copleyevu medalju. 

## Cavendishov pokus
Isaac Newton je još u 17. stoljeću objasnio gibanje svemirskih tijela, zvijezda i planeta te tijela na Zemlji svojim zakonom gravitacije (opći zakon gravitacije), prema kojem je gravitacijska sila međudjelovanja između dva tijela razmjerna umnošku njihovih masa, ali obrnuto razmjerna kvadratu njihove udaljenosti. Taj zakon u modernoj obliku ima oblik:
{\displaystyle F=G\cdot {\frac {m_{1}\cdot m_{2}}{r^{2}}}\ }
Umjesto da promatramo zvijezde i planete kako se gibaju jedni oko drugih, pitamo se bismo li mogli napraviti pokus s olovnom kuglom i nekom malom kuglicom koji bi nam preciznim mjerenjima mogao dati podatak o tome kako se ta sila stvarno ponaša, odnosno dati stvarne rezultate direktnim mjerenjem, te utvrditi valjanost Newtonovog zakona gravitacije. Dakle u zamišljenom bi se pokusu mala kuglica približavala velikoj i mi bismo mjerili kinematičke elemente njenog gibanja, te iz toga odredili kako sila djeluje s obzirom na masu kuglica i njihovu udaljenost. Međutim, problem koji se javlja kod ovakvog zamišljenog pokusa u samoj je prirodi ove sile: dok je njen učinak izrazito velik na tijelima velike mase (na primjer planetu), na tijelima male mase on je jedva zamjetljiv te mnogi vanjski čimbenici mogu na njega utjecati čime automatski dobivamo pogrešne rezultate. Osim toga nemojmo zaboraviti da se nalazimo na Zemlji, vrlo masivnom tijelu. Što znači da mjerenje moramo izvršiti vrlo brižljivo i pažljivo: ukloniti otpor zraka (mjerenje vršiti u vakuumu), te paziti da nam tijela (olovne kuglice) ne budu električni nabijene s obzirom na to da Coulombova sila između dva tijela ima utjecaj za oko 40 redova veličine veći od gravitacijske. Sve izgleda da je ovaj pokus gotovo nemoguće izvesti.
Međutim, da je ovakav pokus doista izvediv, pokazao nam je Henry Cavendish 1798. sastavivši opremu prema ideji Johna Michella koji je prvi sastavio ovakav mjerni instrument, ali ga nikad nije upotrijebio. Kako s jedne strane imamo gravitacijsku silu koja djeluje između dviju kugli (manje i veće) doći će do pojave torzionog zakretanja niti L ∙ F za neki kut θ, da bi se uravnotežio utjecaj gravitacijske sile i torzije niti, dakle moramo uzeti u obzir Hookeov zakon za uvijanje, jer nit ima određenu konstatntu torzije ili uvijanja κ i pruža otpor zakretanju:
{\displaystyle \kappa \cdot \theta \ =L\cdot F\,}
Ako izjednačimo jednakosti za Newtonov zakon gravitacije i Hookeov zakon za torzijsku vagu, dobivamo:
{\displaystyle F={\frac {G\cdot m\cdot M}{r^{2}}}\,}
{\displaystyle \kappa \cdot \theta \ =L\cdot {\frac {G\cdot m\cdot M}{r^{2}}}\qquad \qquad \qquad (1)\,}
Dobiveni izraz predstavlja diferencijalnu jednadžbu harmoničkog oscilatora, što nam govori da ćemo proučavati torzijske oscilacije niti, a period oscilacija (titranja) iznosi:
{\displaystyle T=2\cdot \pi \cdot {\sqrt {I/\kappa }}}
Moment inercije ili moment tromosti I za kuglu iznosi:
{\displaystyle I=m\cdot (L/2)^{2}+m\cdot (L/2)^{2}=2\cdot m\cdot (L/2)^{2}=m\cdot L^{2}/2\,},
pa dobivamo:
{\displaystyle T=2\cdot \pi \cdot {\sqrt {\frac {m\cdot L^{2}}{2\cdot \kappa }}}\,}
Ako iz gornje jednakosti izvučemo konstatntu torzije κ i ubacimo u jednakost (1), dobivamo vrijednost gravitacijske konstante G:
{\displaystyle G={\frac {2\cdot \pi ^{2}\cdot L\cdot r^{2}}{M\cdot T^{2}}}\cdot \theta \,}
Nakon što se G izmjeri,  može se iskoristiti ubrzanje zemljine sile teže g, kako bismo izračunali masu Zemlju i njenu srednju gustoću:
{\displaystyle m\cdot g={\frac {G\cdot m\cdot M_{Zemlje}}{R_{Zemlje}^{2}}}\,}
{\displaystyle M_{Zemlje}={\frac {g\cdot R_{Zemlje}^{2}}{G}}\,}
{\displaystyle \rho _{Zemlje}={\frac {M_{Zemlje}}{4\cdot \pi \cdot R_{Zemlje}^{3}/3}}={\frac {3\cdot g}{4\cdot \pi \cdot R_{Zemlje}\cdot G}}\,}